# Liste des associations et fédérations de plongée

## Organismes Internationaux

### ISDA
International Scuba Diving Academy est une fédération d'origine italienne créer par Mario Perricone (Président). ISDA a par ailleurs été reconnue par les gouvernements de Malte et d'Égypte, et a conclu de nombreux accords avec des autorités, associations et sociétés privées opérant dans les domaines de la sécurité des mers, de la sauvegarde environnementale, de la Protection Civile et du sauvetage. ISDA a obtenu les certifications de qualité UNITER et EUF selon les normes NF EN 14153-1/2/3 (ISO 24801-1/2/3), EN 14413-1/2 (ISO 24802-1/2), ISO 11102 et ISO 11107
À ce jour la liste des centres de plongées présentent aujourd'hui non seulement dans toute l’Italie, mais aussi en Égypte, aux Maldives, au Soudan, à Malte, à Saint-Domingue, en Indonésie, au Brésil et la Thaïlande .

### ADIP
L'ADIP est une organisation Internationale pour la formation de la plongée sous-marine, présente dans plus de 50 pays. L’Association Des Instructeurs de Plongée (ADIP) fut créé en 1997 par Jacky Marino avec l’aide d’instructeurs provenant d'organisations diverses (IDEA, PADI, NAUI, CMAS, ...). L'ADIP a été reconnue par l'état du Québec en 2014 et en Polynésie Française en 2018. Les instructeurs ADIP peuvent travailler au même titre qu'un moniteur d'état en Polynésie après avoir passé un test polynésien.  

### SDI/TDI/ERDI
SDI (Scuba Diving International), TDI (Technical Diving International) et ERDI (Emergency Response Diving International) sont 3 organismes de certification regroupés au sein d'ITI (International Training Inc.). Ces 3 organismes couvrent les 3 aspects de la plongée : récréative (SDI), technique (TDI) et professionnelle (ERDI). 
Créé en 1994, TDI est le plus vaste organisme de certification de plongeurs techniques au monde. SDI est la branche loisir, le 3e organisme de certification mondial.
Les certifications SDI et TDI sont reconnues CE et ISO depuis 2006, renouvelé en 2017

### GUE
Global Underwater Explorers est une organisation mondiale de plongée sous marine destinée à la formation de plongeurs de haut niveau, à l'exploration et à la protection du milieu subaquatique. 
Créé en Floride en 1998, GUE est une association à but non lucratif.
Les certifications GUE sont reconnues par la communauté européenne sous la norme ISO et ont donc une équivalence EUF.

### CMAS
Les 9, 10 et 11 janvier 1959 à Monaco, les délégués des Fédérations de la République Fédérale Allemande, de la Belgique, du Brésil, de la France, de la Grèce, de l’Italie, de Monaco, du Portugal, de la Suisse, des États-Unis et de la Yougoslavie se sont réunis pour créer la "C.M.A.S.".
La CMAS s'est dotée de 3 comités : sportif, technique et scientifique.

### CEDIP
Le CEDIP est un organisme à but non lucratif qui regroupe près de 2000 moniteurs professionnels travaillant dans le monde entier.
Les membres du CEDIP sont des associations ou syndicats de moniteurs professionnels délivrant des brevets de plongées internationaux.

### SDA
SDA est une organisation de plongée sous-marine.
Les instructeurs SDA certifient des plongeurs dans le monde entier.

Les niveaux des plongeurs: Open Water Diver, Advanced Diver, Rescue Diver, Divemaster, Assistant Instructor, Open Water Scuba Instructor, Master Instructor, Assistant Instructor, Course Director.

### PADI
La formation est aux mains des agences de certification commerciales nord-américaines, et est effectuée par des moniteurs le plus souvent encadrés par des boutiques. Les conditions de plongée au Québec étant extrêmes (eaux froides, courants), la formation standard dispensée par les agences américaines est trop souvent inadéquate, d'où la nécessité d'une formation spécialement adaptée, notamment avec l'utilisation d'un vêtement isothermique étanche. La seule différence survenue lors de l'avènement de la législation est que les plongeurs doivent détenir un permis de plonger émis par le gouvernement, et les moniteurs doivent prouver une certaine compétence (le plus souvent, une accréditation de leur agence de certification renouvelée régulièrement).

### NAUI
La NAUI, créée en 1959 est l'une des plus anciennes associations d'enseignement de la plongée sous-marine à but non lucratif.

### Scuba schools international ou SSI
La Scuba school international, est une école de plongée sous-marine à vocation commerciale présente dans le monde entier.
Son fonctionnement est un peu similaire à celui de PADI, dans ce sens où l'organisation certifie des moniteurs ainsi que des centres qui peuvent, en contrepartie délivrer ses diplômes et qualifications.

### IANTD
L'International association of nitrox and technical divers est une association de certification de "plongeurs tecks" (plongeurs techniques), spécialisés dans la plongée technique (Nitrox, Trimix, recycleurs).

## Organismes nationaux

### Allemagne
- VDTL, Verband Deutscher Tauchlehrer] (VDTL) est l'un des membres fondateurs du CEDIP.

### Autriche
- EOBV Erster Österreichischer Berufstauchlehrer Verband] (EOBV) est le membre du CEDIP représentant l'Autriche. L'actuel président du CEDIP est membre de l'EOBV.

### Belgique
- FEBRAS Fédération Belge de Recherches et d'Activités Sous-marines (FEBRAS) est un des membres fondateurs de la CMAS.  Elle est constituée de deux ligues, une néerlandophone et une francophone.
- NELOS Nederlandstalige Liga voor Onderwateronderzoek en -Sport (NELOS)  est la ligue flamande.
- LIFRAS Ligue francophone de recherches et d'activités sous-marines est la ligue francophone et germanophone.
- ADIP est une organisation pour la promotion de la plongée sous-marine. L’ADIP  fut créé en 1997 par Jacky Marino avec l’aide d’instructeurs provenant d'organisations diverses (IDEA, PADI, NAUI, CMAS, ...).
- GBRS Le Groupe Belge de Recherche scientifique Sous-marine est la première fédération belge, fondée en 1955 à l'initiative d'un groupe de scientifiques
- VVW-Duiken est le membre du CEDIP représentant la Belgique flamande.
- ETDA European Technical Diving, Association est une association de plongée à caractère associatif.

### France
- GUE FRANCE, Association à but non lucratif loi de 1901 créée en janvier 2014, basée à Gramat (Lot).
- FFESSM, cette fédération est fondée en 1955 par la réunion de deux fédérations fondées en 1948. Elle est la fédération délégataire du Ministère des Sports.
- FSGT, la fédération sportive et gymnique du travail est une fédération sportive omnisport. La FSGT section plongée est habilitée par l'État Français à délivrer l'ensemble des diplômes de plongée et d'encadrement définis par la législation française.
- ANMP, Syndicat de moniteurs professionnels, ne regroupant que des moniteurs habilités par l'État français à exercer professionnellement.
- SNMP, Syndicat National des Moniteurs de Plongée
- EPI, Ecole de Plongée Internationale, représentant du CEDIP en France
- ARPE

### Israël

#### IDF
En Israël, la principale fédération est l'Israeli diving federation.

### Italie
- SIAS, Scuola Internazionale Attivita Subacquea] (SIAS) est l'un des membres fondateurs du CEDIP.

### Luxembourg
- FLASSA est une association sans but lucratif, membre de la CMAS et au Comité national olympique luxembourgeois (COSL).

### Québec
- FQAS

### Royaume-Uni
- BSAC créé en 1953.
- Cave diving group est une association de plongée britannique dont la vocation est la plongée en grotte ou sous-plafond.

### Suisse
- FSSS est l'un des membres fondateurs de la CMAS.
- APDI est l'Association of Professional Diving Instructors, membre Suisse du CEDIP